# کپاروت

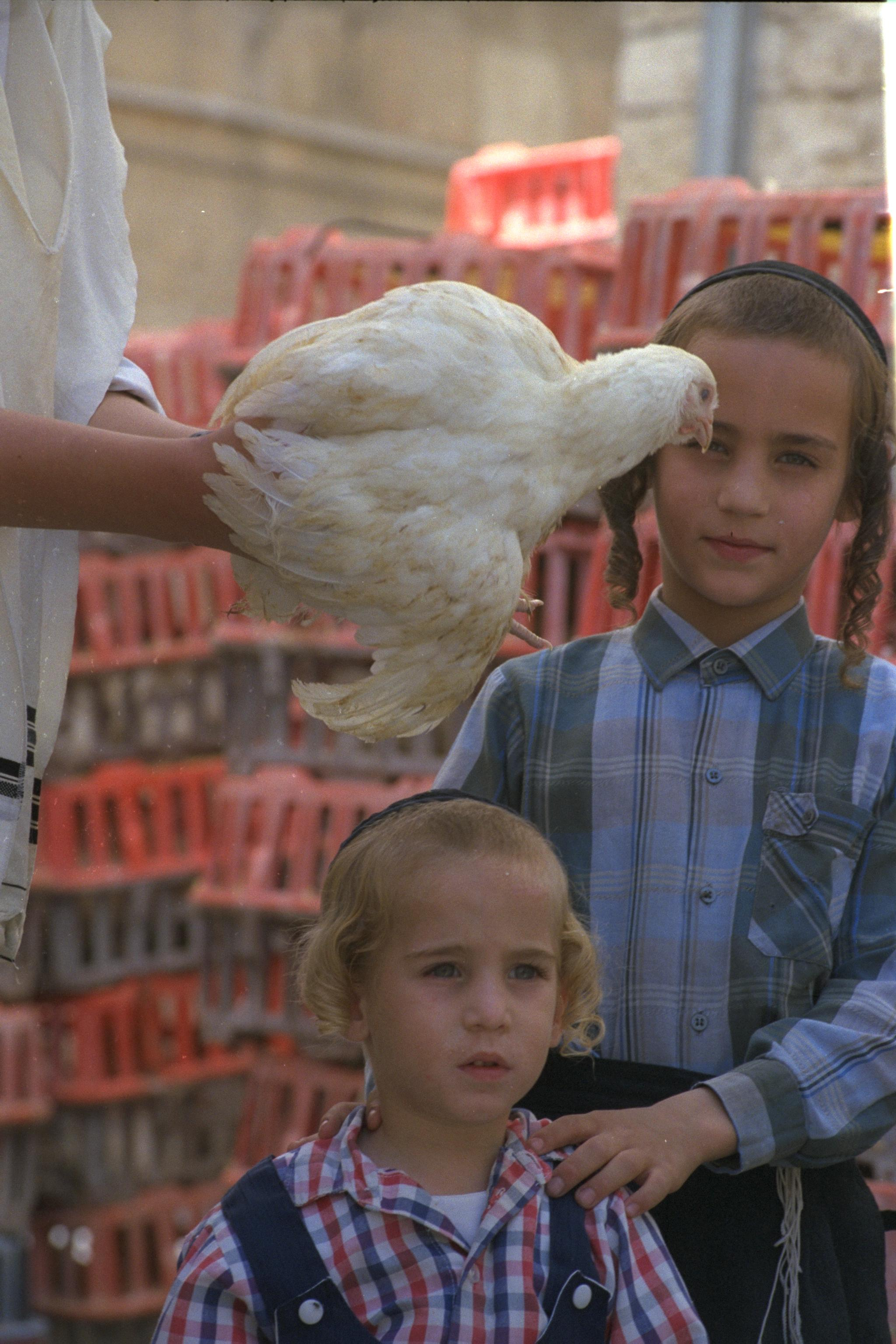
مراسم کپاروت در یوم کیپور

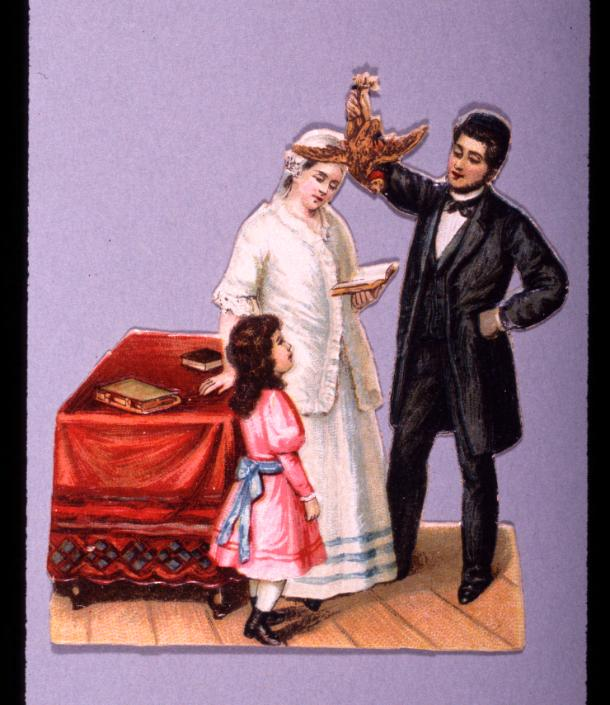
نقاشی کپاروت قرن ۱۹ و ۲۰

کپاروت (عبری: כפרות) یک آیین از دین یهودیت است که توسط بعضی یهودیان در روز یوم کیپور اجرا می‌شود. در این آیین فرد یک مرغ زنده و یک مقداری سکه را در دور سر فرد دیگری سه بار می‌چرخاند و به صورت سمبولیک گناهان فرد را به مرغ یا کیسه سکه منتقل می‌کند. مرغ سپس کشته شده و به فقیران داده می‌شود.

## معنی لغوی
لغت کپاروت از ریشه کپر به معنی استغفار گرفته شده است.

## در متون یهودی
دلیل این امر بر اساس منتقل کردن گناهان به مرغ است. این توصیف از آیه اشعیا ۱:۱۸ گرفته شده است. اولین اشاره به چنین عملی در نوشتارهای ربیها در قرن ۹ میلادی وجود دارد. این نوشتار اشاره می‌کند که این رسم رسم یهودیان بابل (عراق) و یهودیان ایرانی است. در زمانهای امروزی کپاروت معمولاً فقط توسط یهودیان حریدی اجرا می‌شود. در زمان اجرای این عمل آیه مزامیر ۱۰۷:۱۷–۲۰ و ایوب ۳۳:۲۳–۲۴ خوانده می‌شود.

## تاریخچه
کپاروت توسط بعضی خاخامهای یهودی به شدت مورد انتقاد قرار گرفته است. از آن جمله موشه بن نحمان و یوسف کارو هستند. این مراسم توسط کابالیستها مانند اسحاق لوریا و آشر بن جهیل مورد استقبال زیادی قرار می‌گرفت.

## نحوه اجرا

### استفاده از خروس

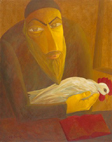
«شحیطه با خروس» اثر, 1997

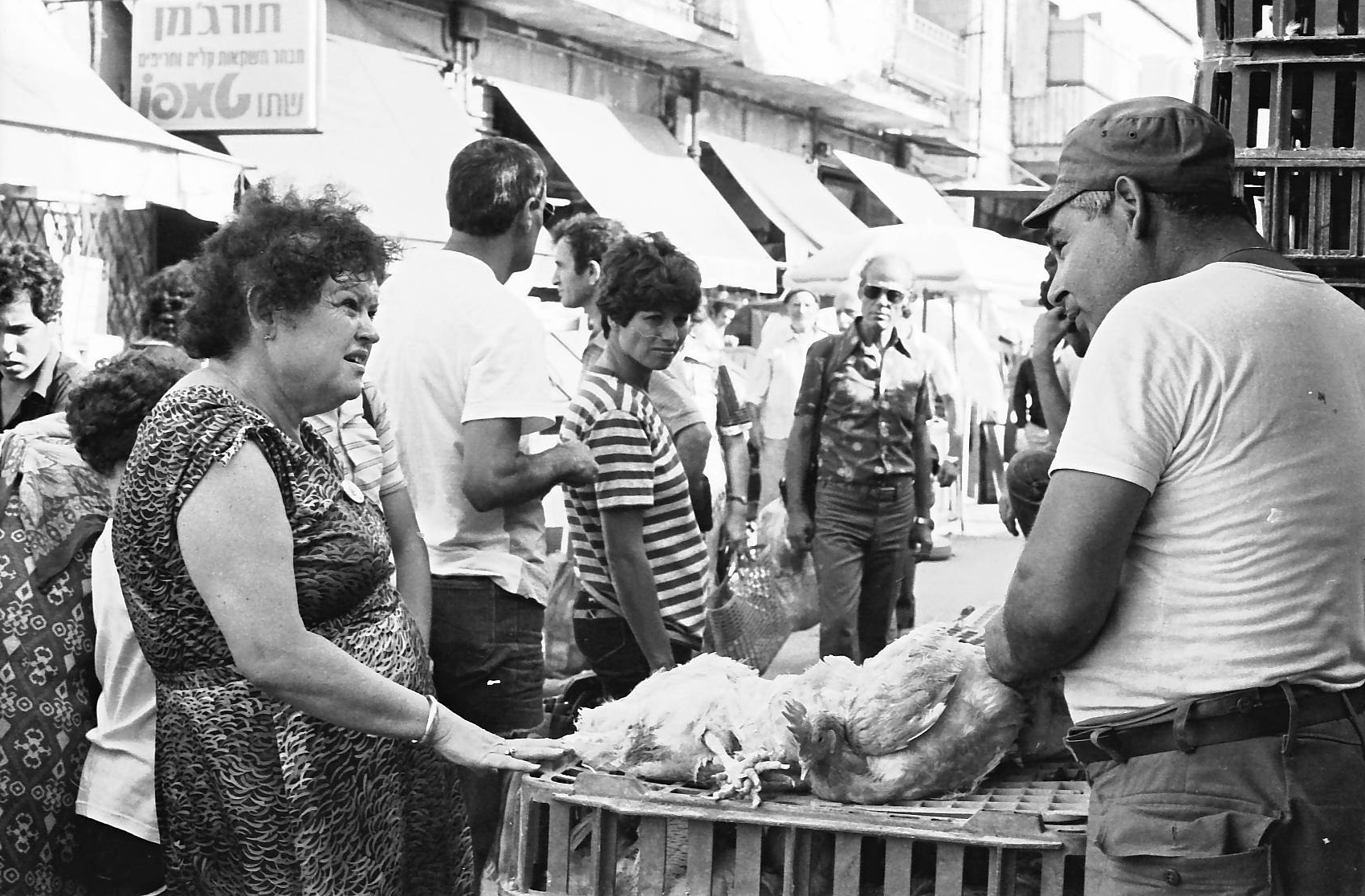
یک فروشنده در در اورشلیم در حال فروختن خروسها برای کپاروت پیش از یوم‌کیپور

در یک نوع از اجرای کپاروت گزینه انتخابی برای بخشیدن به امور خیریه یک خروس است که در حالی که هنوز زنده است بالای سر چرخانده می‌شود. پس از اینکه تشریفات آئینی کپاروت انجام شد خروس به عنوان یک محصول عادی طیور کوشر استفاده می‌شود یعنی مطابق شرعیات شحیطه ذبح می‌شود و برای امور خیریه خوراک پیش از یوم کپاروت مصرف می‌شود. در عصر مدرن، این نوع از آئین با یک خروس برای مردان و یک مرغ برای زنان انجام می‌شود. در این مورد دعایی خوانده می‌شود ترجمه شده به این عنوان:
این معاوضه من است، این در عوض من است، این کفاره من است. این خروس (مرغ) به سوی مرگ خودش خواهد رفت، در حالی که من به یک زندگی طولانی خوب همراه صلح وارد خواهم شد و ادامه خواهم داد.

### استفاده از پول
در نوع دوم دیگری از کپاروت، یک کیسه پول دور سر چرخانده شده و سپس برای امور خیره صرف می‌شود.
در این مورد، این دعا به ترجمه زیر خوانده می‌شود:
این معاوضه من است، این در عوض من است، این کفاره من است. این پول به خیریه‌ها خواهد رفت، در حالی که من به یک زندگی طولانی همراه صلح وارد شده و ادامه خواهم داد.